# 戴阿克·费伦茨
戴阿克·费伦茨（匈牙利語：Deák Ferenc，1803年10月17日—1876年1月28日），匈牙利政治家，曾担任匈牙利王国司法部长。他被称作“匈牙利的智者”。

## 早年生活和律政生涯
费伦茨·戴阿克出生在地处西南匈牙利的舍伊特尔的一个古老贵族家庭。他早年学习法律，并随后成为一名辩护律师和公证员。1833年，他首次参与政治，接替他的哥哥参加了普雷斯堡（今布拉迪斯拉发）议会会议。他的名字广为人知是在他参与诉讼的韦塞莱尼·米克洛什一案后，他的成功亦确保了匈牙利议会的立法权。

## 早期政治活动
1836年，戴阿克撰写并分发了一份文件，这份文件未经奥地利帝国当局审查的许可；因而被没收。这在当时是普遍现象，但戴阿克的名声却在匈牙利主流社交圈中飞升。他在1839-1840年参与了匈牙利议会的立法，并成为匈牙利科学院的名誉会员。1842年，随着他兄长的逝世，他解放了他的农奴，并自愿交税，展现他对改革的诚心。在彼时的匈牙利王国，废除贵族豁免税务的权力与解放农奴是划时代的改革。然而，由于选举周边爆发的一系列骚乱，他拒绝参与1843-1844年召开的议会。

## 政治生涯

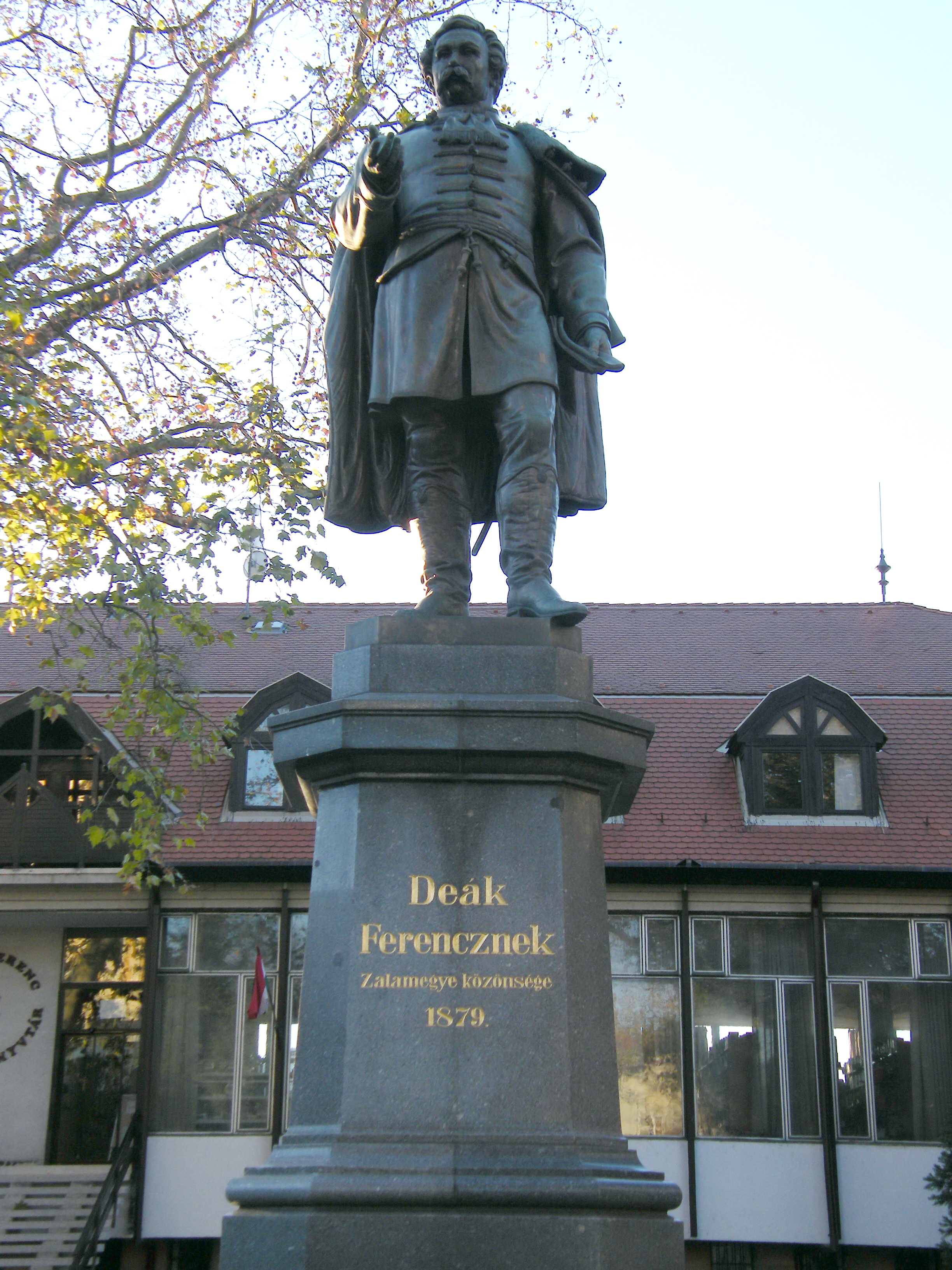
费伦茨·戴阿克的雕像。位于佐洛埃格塞格。

1846年，加利西亚波兰人起义被血腥镇压后，改革者们获得了广泛的支持，随即他们以戴阿克的名义发布了《反对宣言》（Ellenzéki nyilatkozat），尽管科苏特·拉约什才是该宣言的作者。在1848年爆发的匈牙利革命其间，戴阿克呼吁革命者和当局保持冷静，并极力反对将暴力作为政治工具。他接受了包贾尼·拉约什的邀请，在他的政府内担任司法部长，以示他对包贾尼的支持的。
作为革命政府的一员，戴阿克多次前往维也纳，寻求哈布斯堡王室和以科苏特为首极端自由主义者之间妥协的可能性。当他所有的努力都宣告失败后，他辞去了他的部长职位，但保留了议会成员身份，以捍卫四月宪法。独立战争结束前，戴阿克就归隐到他位于凯希道的庄园，并没有再次参与到革命事业中。匈牙利革命被镇压后，奥地利的军事法庭宣告他无罪。
戴阿克在19世纪50年代大部分时间都处于半退休的状态，默示支持的多种匈牙利民族运动。然而，他拒绝承担任何公众角色、职务或职位，从而成为所谓的消极抵抗的象征。他将他的房地产卖给塞切尼·伊什特万，并搬到布达，成为匈牙利人社会事实上的领导者。他领衔一个中间派系：既不反哈布斯堡王朝，也不亲奥地利。危机随着1859年爆发的第二次意大利独立战争浮现，匈牙利社会对意大利广泛的支持使戴阿克重新出山参政，尽管他反对奥地利1860年的改革草案。1861年，他领导一个小组提交了一份请愿书，呼吁哈布斯堡王朝承担责任。作为回应，弗朗茨·约瑟夫皇帝解散了他的政府，并召集新议会进行谈判寻求妥协。戴阿克领导的委员会负责起草一个公式，一同负责起草妥协方案的还有蒂萨·卡尔曼等其他优秀的当代政治家。1866年，他们完成了工作，但普奥战争随即而来。戴阿克因而抵御极端自由主义要求政治权力的压力。
戴阿克逐渐认可匈牙利独立建国的主张。尽管他坚持认为，四月宪法是完全合法的，他还是遵循1713年国事诏书，将外交事务、国防和财务安排为奥地利与匈牙利之间的“共同”事物。他相信宪法安排可以融合不同派别的诉求，同时尊重匈牙利内部的独立性。他推动1867年奥匈折衷方案的实行，这是他政治理念的结晶。他亦竭力呼吁匈牙利代表团签署了折衷方案。尽管他是新成立的奥匈帝国下匈牙利王国首任首相的不二人选，戴阿克还是决定隐居幕后，支持久洛·安德拉什出任首相。1867年后，由于过度劳累，以及激进爱国主义者对他的攻击，他的健康状况开始不佳。同时他对政治改革的进一步想法是经常被议会拒绝通过。

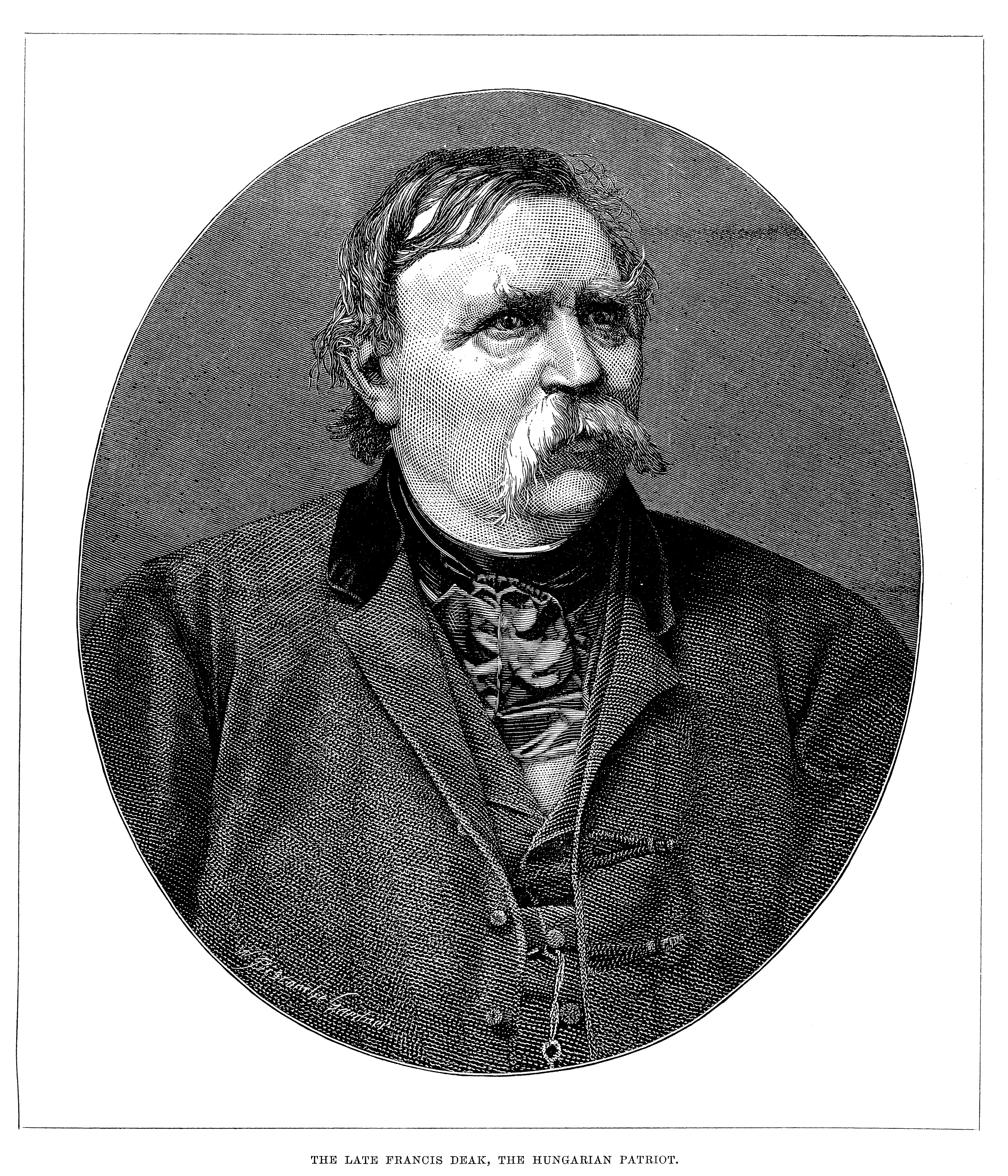
费伦茨·戴阿克讣告上的画像，出自伦敦新闻画报。

费伦茨·戴阿克逝世于1876年1月28日。他的葬礼以极高规格进行。匈牙利议会通过一个法律以纪念他对国家的贡献。同时，议会呼吁国民捐款以建造他的雕像。今天布达佩斯的戴阿克·费伦茨广场就是以他的名字命名的，布达佩斯地铁的三条路线交汇于此。

## 遗产
- 戴阿克·费伦茨双语高中，以他的名字命名的一间中学。
- 戴阿克·费伦茨广场，是布达佩斯的一个主要交通枢纽，以他的名字命名。
- 他的肖像被描绘于20,000匈牙利福林的纸币上（匈牙利最高额度的货币）。